# Felix Alen
Pour les articles homonymes, voir Alen.
Felix Alen, né le 31 mars 1950 à Diest et mort le 10 septembre 2021, est un chef cuisinier belge flamand.

## Biographie
Après sa formation à l'école hôtellière d'Anderlecht C.O.O.V.I, où il a été nommé président de l'association des anciens élèves, Felix Alen a travaillé de 1969 à 1970 dans les cuisines du palais royal. Il a par la suite participé à de nombreux concours de cuisine. Grâce à cela, il a été nommé meilleur cuisinier belge en 1972 et fut par la suite également le gagnant du titre de meilleur cuisinier de chicon (endive belge) de Belgique en 1974. C'est durant cette même année qu'il reçut la mission d'organiser le déjeuner royal à Diest. 
Ensuite, c'est en 1975 qu'il se lance en tant qu'indépendant dans des salons de dégustations et sa clientèle s'agrandit d'année en année. Son implication dans la cuisine moderne a fait connaitre sa cuisine à travers le monde. En particulier, grâce à son livre publié en 1990 : Vacuümgaren en nieuwe technieken in de gastronomie. Celui-ci a connu un franc succès dans les cercles gastronomiques, scientifiques et académiques et fut également le résultat d'une collaboration étroite entre les différents spécialistes de ces secteurs. De plus, Felix Alen participe à de nombreuses émissions télévisées néerlandophones et a également contribué à la création de vidéos éducatives en ligne.

## Émissions de radio et de télévision
- Eén voor iedereen : BRTN
- Varken zoekt kok : Vitaya
- Wintergrillen :  Vitaya
- Pottekijken : Regionale TV zenders
- De Kasteelkeuken : VTM
- Zuidkant : Radio 1 en Flandre
- Dagelijks kookpraatje met Rani De Coninck : Family Radio
- ‘Culinaire Kerst hulplijn’ Radio Donna
- Vidéos éducatives WeZooz[2]

## Publications
- Vacüumgaren en nieuwe technieken in de gastronomie (1992)
- Het Menu (1993)
- Koken met Felix Alen (1994)
- Feestelijk koken (1998)
- Recepten voor topslagers België en Nederland (1999)
- Felix Alen kookt Wild en gevogelte (2000)
- Van aardappelchips tot zeebarbeel of 101 kookvragen (2001)
- Outdoor Cooking (2003)
- Outdoor Cooking 2 (2003)
- Witloof from Belgium (2003)
- Beter Barbecuen (2005)
- De Kasteelkeuken. Felix Alen kookt feestelijk in de mooiste kastelen (2005)
- Felix Alen Puur (2006)
- Scoren aan tafel. Voetbalhelden over hun favoriete gerechten (2008)